# Jukka Kalso
Jukka Kalso (ur. 13 sierpnia 1955) – fiński skoczek narciarski. Najlepsze wyniki w Pucharze Świata w skokach osiągnął w sezonie 1986/1987, kiedy zajął 16. miejsce w klasyfikacji generalnej. W swojej karierze dwa razy stał na podium konkursów Pucharu Świata – raz był drugi oraz raz trzeci.

## Puchar Świata w skokach narciarskich

### Miejsca w klasyfikacji generalnej
- sezon 1982/1983: 60.
- sezon 1983/1984: 45.
- sezon 1984/1985: 29.
- sezon 1985/1986: 20.
- sezon 1986/1987: 16.

### Miejsca na podium chronologicznie
1. 6 grudnia 1986 Thunder Bay – 3. miejsce
2. 1 stycznia 1987 Garmisch-Partenkirchen – 2. miejsce